# Wahlen in Simbabwe 2023
Bei den Präsidentschafts- und Parlamentswahlen in Simbabwe am 23. und 24. August 2023 wurden der Präsident der Republik, die Mitglieder von Nationalversammlung und Senat sowie die lokalen Vertretungen gewählt. Der amtierende Staatspräsident Emmerson Mnangagwa wurde erwartungsgemäß wiedergewählt, er erhielt nach Angaben der Wahlkommission 52,6 Prozent der Stimmen. Auf Nelson Chamisa von der größten Oppositionspartei Citizens Coalition for Change (CCC) entfielen 44 Prozent der Stimmen. Bei der Parlamentswahl verteidigte die seit Simbabwes Unabhängigkeit herrschende Zimbabwe African National Union – Patriotic Front (ZANU-PF) ihre Mehrheit der Sitze in der Nationalversammlung.
Die Wahlen wurden im Vorfeld als unfair und zu wenig frei kritisiert. Die Opposition sei in ihrem Wahlkampf behindert worden, bei dem Wahlgang sei es zu Unregelmäßigkeiten gekommen. Daher wolle die Opposition das Wahlergebnis ablehnen.

## Wahlsystem
Grundlage des Wahlsystems ist das Wahlgesetz vom 15. Dezember 2004, das zuletzt im Jahr 2013 ergänzt wurde. Wahlberechtigt ist jeder mindestens 18 Jahre alte Bürger Simbabwes, der sich in seinem Wahlkreis in das Wählerregister hat eintragen lassen.

### Präsidentschaft
Simbabwe ist eine präsidentielle Republik, bei der die Verfassung eine Direktwahl des Präsidenten vorsieht. Der Präsident kann maximal für eine weitere Amtszeit wiedergewählt werden.

### Nationalversammlung
Die Nationalversammlung, das Unterhaus Simbabwes, besteht aus 210 Abgeordneten, die direkt in ebenso vielen Wahlkreisen nach einfachem Mehrheitswahlrecht gewählt werden. Zusätzlich zu den direkt gewählten Kandidaten werden in jeder der acht Provinzen bzw. zwei Metropolregionen mit Provinzstatus 6 Frauen ins Parlament entsandt. Diese 60 für Frauen reservierten Sitze werden entsprechend den proportionalen Stimmenanteilen der Parteien in den Provinzen bzw. Metropolregionen vergeben. Durch den zweiten Verfassungszusatz, der 2021 in Kraft trat, werden zusätzlich noch zehn Abgeordnete hinzugewählt (je Provinz/Metropolregion einer), die nicht älter als 35 Jahre alt sein dürfen. Die Hälfte dieser Abgeordneten müssen Frauen sein. Dadurch soll eine verbesserte Repräsentation der jüngeren Generation gewährleistet werden.
Die Verfassung Simbabwes schreibt in Abschnitt 161(1) vor, dass alle zehn Jahre eine Neuabgrenzung der Wahlkreise entsprechend den Bevölkerungsverhältnissen erfolgen soll. Die letzte Abgrenzung (Delimitation) war 2007/2008 erfolgt. Die damals festgelegten Wahlkreise kamen bei den Wahlen 2008, 2013 und 2018 zur Anwendung. Im Jahr 2022 erfolgte eine Neueinteilung, und etliche Wahlkreise erhielten einen neuen Zuschnitt. Harare gewann einen zusätzlichen Wahlkreis (nunmehr 30 statt 29) und die Provinz Matabeleland South verlor einen (neu 12 statt bisher 13).

### Senat
Im Senat, der zweiten Parlamentskammer, werden 60 der 80 Abgeordneten ebenfalls nach dem Verhältniswahlrecht direkt gewählt; dabei werden die für die Nationalversammlung abgegebenen Stimmen zugrunde gelegt. 18 chiefs und zwei Behindertenvertreter werden von speziellen Gremien gewählt.

## Status der Demokratie im Wahljahr

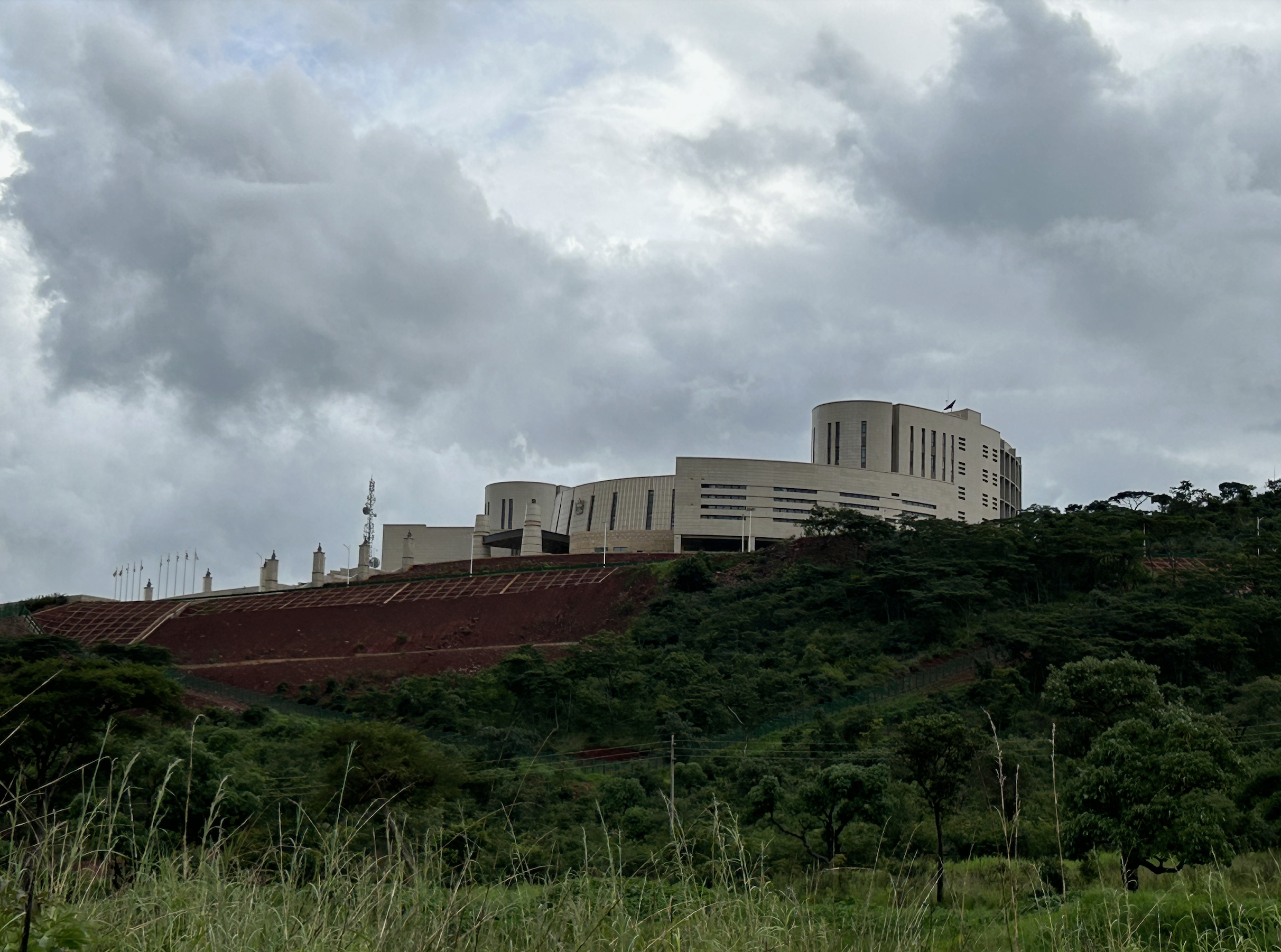
Neues Parlamentsgebäude in Mount Hampden außerhalb der Hauptstadt Harare

Laut dem Demokratieindex der US-amerikanischen Denkfabrik Freedom House gilt die Demokratie in Simbabwe als „nicht frei“ und erhielt in der Kategorie Politische Rechte 11/40 Punkten sowie 17/60 Punkte in der Kategorie zivile Freiheiten.

### Wahlprozess
Die Partei des amtierenden Präsidenten ZANU-PF regiert seit der Unabhängigkeit Simbabwes ununterbrochen das Land mit absoluter Mehrheit oder in Koalition mit einer kleineren Partei. Der Unabhängigkeitskämpfer Robert Mugabe war über 37 Jahre lang Präsident des Landes, bevor er 2017 aufgrund von Altersschwäche vom Militär abgesetzt wurde. Seitdem regiert Mugabes Parteikollege und vormaliger Vizepräsident Emmerson Mnangagwa das Land.
Die Wahlkommission wurde in Berichten als „politisiert“ beschrieben und wegen fehlender Einhaltung von Transparenzstandards kritisiert. So weigerte sich die Kommission die Verzeichnisse aller eingetragenen Wähler zu veröffentlichen bzw. verlangte 140.000 Dollar pro Kopie der Wählerliste.
Der Hohe Vertreter der Europäischen Union für Außen- und Sicherheitspolitik begrüßte die Absicht des regierenden Präsidenten Emmerson Mnangagwa, eine EU-Wahlbeobachtungsmission zuzulassen.
Im Juli vor der Wahl verabschiedete das Parlament ein Gesetz, das die Kosten für eine Kandidatur von 1.000 auf 20.000 Dollar erhöhte. Die Oppositionsparteien kritisierten die Reform als Versuch „die Armen und Marginalisierten auszuschließen“ und deshalb als nicht verfassungsmäßig.

### Politische Freiheiten
Im September 2022 explodierte eine Bombe in der Nähe eines Konvoys des Oppositionskandidaten Nelson Chamisa. Vertreter seiner Partei beschuldigten daraufhin Mitglieder der Regierungspartei ZANU-PF für das mutmaßliche Attentat verantwortlich zu sein. Im Januar darauf gab es gewaltsame Übergriffe von jungen Parteimitgliedern der ZANU-PF gegen Besucher einer Veranstaltung der CCC.
Die Vereinten Nationen sowie Menschenrechtsorganisationen, wie Human Rights Watch kritisierten im Vorfeld der Wahl die Einschränkung der Versammlungs- und Vereinigungsfreiheit durch staatliche Behörden. Im Januar 2023 entzog die Regierung 291 zivilen Organisationen die staatliche Akkreditierung auf Basis des Private Voluntary Organization Act.

## Kandidaten für das Präsidentenamt
Bis zum offiziellen Termin, dem 21. Juni 2023 wurden insgesamt 11 Kandidaten nominiert und durch die Wahlkommission zugelassen. Mitglieder der Regierungspartei klagten gegen die Zulassung Saviour Kasukuweres, eines früheren Ministers, der sich als Unabhängiger hatte nominieren lassen. Am 12. Juli 2023 urteilte das Oberste Gericht Simbabwe, dass Kasukuwere nicht zugelassen werden könne, weil er sich seit über 18 Monaten nicht mehr im Land aufhalte. Der Kandidat Douglas Mwonzora von der vormals einflussreichen Partei Movement for Democratic Change zog seine Kandidatur mit der Begründung zurück, die Wahlen seien unfrei. Die Nominierung der Oppositionspolitikerin Elizabeth Valerio (United Zimbabwe Alliance) wurde zunächst von der Wahlkommission zurückgewiesen. Dagegen klagte sie und war am 19. Juli 2023 vor einem Gericht in Harare erfolgreich. Ihre Zulassung als Präsidentschaftskandidatin wurde durch das Oberste Gericht Zimbabwes am 16. August 2023 bestätigt.

### Emmerson Mnangagwa (ZANU-PF)
Der 80-jährige Mnangagwa ging als der amtierende Präsident und Vertreter der regierenden Zimbabwe African National Union – Patriotic Front (ZANU-PF) in die Wahl. Mnangagwa und seine regierende Partei hatten insbesondere im ländlichen Raum ihr Wählerpotenzial. Die ländliche Bevölkerung profitierte insbesondere durch die Landreform der ZANU-PF, bei der große Teile des Agrarlandes von den Nachfahren kolonialer Siedler enteignet und an die schwarze Bevölkerung umverteilt wurden.

### Nelson Chamisa (CCC)
Der Präsidentschaftskandidat für die größte Oppositionspartei Citizens Coalition for Change (CCC) war der Parlamentarier Nelson Chamisa. Bei der vergangenen Wahl im Jahr 2018 trat er bereits als Spitzenkandidat für die Partei Movement for Democratic Change (MDC) an und wurde mit 44 % Zweitplatzierter hinter Mnangagwa. Sein Wählerpotenzial lag vermehrt in den urbanen Zonen des Landes und bei der jungen Bevölkerung.

### Elisabeth Valerio (UZA)
Die Unternehmerin und studierte Biochemikerin Elisabeth Valerio gehört zu den Mitbegründern der Oppositionspartei United Zimbabwe Alliance (UZA). Sie ist die einzige Frau, die für das höchste Staatsamt in Simbabwe kandidiert.

### Weitere Kandidaten
- Joseph Makamba Busha (FREEZIM Congress, FZM)
- Trust Tapiwa Chikohora (Zimbabwe Coalition for Peace and Development Party, ZCPD)
- Blessing Kasiyamhuru (Zimbabwe Partnership for Prosperity, ZIPP)
- Saviour Kasukuwere (Unabhängiger)
- Lovemore Madhuku (National Constitutional Assembly, NCA)
- Wilbert Archbald Mubaiwa (National People’s Congress, NPC)
- Gwinyai Henry Muzorewa (The United African National Council, UANC)
- Harry Peter Wilson (Democratic Opposition Party, DOP)

## Ablauf der Wahl
Im Vorfeld der Wahl hatten sich mehr als 6,6 Millionen Menschen ins Wählerverzeichnis eingetragen, darunter eine Million Erstwähler.
Am Tag der Wahl kam es insbesondere in den Städten vermehrt zu Komplikationen und Verzögerungen bei der Stimmabgabe. Aufgrund fehlender Wahlzettel und langer Schlangen an den Wahlurnen konnten viele Wähler ihre Stimme nicht abgeben. Präsident Mnangagwa verlängerte daraufhin die Öffnung der Wahllokale um einen weiteren Tag.
Am 24. August nahm die Polizei über 40 Wahlbeobachter von offiziell akkreditierten zivilen Beobachtungsgruppen fest. Der Vorwurf lautete Wahlbeeinflussung zugunsten der Opposition.

## Ergebnisse

### Präsidentschaftswahl

Mehrheiten in den Wahlkreisen für die beiden Hauptkandidaten:

| Kandidaten                                                        | Kandidaten             | Parteien                                           | Stimmen   | %    |
| ----------------------------------------------------------------- | ---------------------- | -------------------------------------------------- | --------- | ---- |
|                                                                   | Emmerson Mnangagwa     | ZANU–PF                                            | 2.350.711 | 52,6 |
|                                                                   | Nelson Chamisa         | Citizens Coalition for Change                      | 1.967.343 | 44,0 |
|                                                                   | Wilbert Mubaiwa        | National People’s Congress                         | 53.517    | 1,2  |
|                                                                   | Douglas Mwonzora       | Movement for Democratic Change – Tsvangirai        | 28.883    | 0,6  |
|                                                                   | Joseph Makamba Busha   | FreeZim Congress                                   | 18.816    | 0,4  |
|                                                                   | Blessing Kasiyamhuru   | Zimbabwe Partnership for Prosperity                | 13.060    | 0,3  |
|                                                                   | Tapiwa Trust Chikohora | Zimbabwe Coalition for Peace and Development Party | 10.230    | 0,2  |
|                                                                   | Gwinyai Henry Muzorewa | United African National Council                    | 7.053     | 0,2  |
|                                                                   | Elisabeth Valerio      | United Zimbabwe Alliance                           | 6.989     | 0,2  |
|                                                                   | Harry Peter Wilson     | Democratic Opposition Party                        | 6.743     | 0,2  |
|                                                                   | Lovemore Madhuku       | National Constitutional Assembly                   | 5.323     | 0,1  |
| Gesamt                                                            | Gesamt                 | Gesamt                                             | 4.468.668 | 100  |
|                                                                   |                        |                                                    |           |      |
| Ungültige Stimmen                                                 | Ungültige Stimmen      | Ungültige Stimmen                                  | 92.553    | 2,0  |
| Wähler                                                            | Wähler                 | Wähler                                             | 4.561.221 | 68,9 |
| Wahlberechtigte                                                   | Wahlberechtigte        | Wahlberechtigte                                    | 6.623.511 |      |
|                                                                   |                        |                                                    |           |      |
| Quellen: Wahlkommission Simbabwes (ZEC), Foto der Ergebnistabelle |                        |                                                    |           |      |

### Parlamentswahl

#### Nationalversammlung

##### Gesamtergebnis

Gewonnene Wahlkreise:
135
74
1

Zusammensetzung der neu gewählten Nationalversammlung:
175
104
1

Die Parlamentswahl fand am 23. und 24. August 2023 nur in 209 der 210 Wahlkreise statt. Die Wahl im Wahlkreis Gutu West (Provinz Masvingo) wurde durch die Wahlkommission auf einen zunächst unbestimmten Zeitpunkt verschoben, da einer der Wahlkreiskandidaten nach seiner Nominierung bei einem Autounfall verstorben war.
Die Wahlkommission Simbabwes gab die Ergebnisse der Parlamentswahl auf Twitter bekannt. Zusätzlich zu den in den Wahlkreisen gewählten Abgeordneten zogen 60 weibliche Abgeordnete und erstmals auch 10 „jugendliche“ (d. h. maximal 35 Jahre alte) Abgeordnete, die entsprechend dem Stimmenanteil der Parteien in den Provinzen hinzugewählt wurden, in das Parlament ein.
| Partei                           | Partei             | Sitze      | Sitze  | Sitze   | Sitze  | Sitze |
| Partei                           | Partei             | Wahlkreise | Frauen | ≤ 35 J. | Gesamt | +/-   |
| -------------------------------- | ------------------ | ---------- | ------ | ------- | ------ | ----- |
|                                  | ZANU-PF            | 135        | 33     | 7       | 175    | –3    |
|                                  | CCC                | 74         | 27     | 3       | 104    | (neu) |
| Noch unentschieden               | Noch unentschieden | 1          | –      | –       | 1      | –     |
| Gesamt                           | Gesamt             | 210        | 60     | 10      | 280    | +10   |
| Quelle: Wahlkommission Simbabwes |                    |            |        |         |        |       |

##### Gewählte Abgeordnete nach Provinzen
| Provinzen                        | ZANU-PF | CCC |
| -------------------------------- | ------- | --- |
| Bulawayo                         | 0       | 12  |
| Harare                           | 4       | 26  |
| Manicaland                       | 21      | 5   |
| Mashonaland Central              | 18      | 0   |
| Mashonaland East                 | 19      | 4   |
| Mashonaland West                 | 16      | 6   |
| Masvingo                         | 23      | 2   |
| Matabeleland North               | 3       | 10  |
| Matabeleland South               | 8       | 4   |
| Midlands                         | 23      | 5   |
| Simbabwe gesamt                  | 135     | 74  |
| Quelle: Wahlkommission Simbabwes |         |     |

#### Senat

Sitze im Senat:

Die Wahl zum Senat ergab folgendes Ergebnis:
| Partei                           | Partei                     | Sitze | Prozent |
| -------------------------------- | -------------------------- | ----- | ------- |
|                                  | ZANU-PF                    | 33    | 041,3 % |
|                                  | CCC                        | 27    | 033,8 % |
| Chiefs                           | Chiefs                     | 18    | 022,5 % |
| Personen mit Behinderungen       | Personen mit Behinderungen | 02    | 02,5 %  |
| Gesamt                           | Gesamt                     | 80    | 100,0 % |
| Quelle: Wahlkommission Simbabwes |                            |       |         |